# 周志炎
周志炎（1933年1月11日—），中国古植物学家。出生于上海。籍贯浙江海宁。1954年毕业于南京大学地质系。1961年中国科学院南京地质古生物研究所研究生毕业。1995年当选为中国科学院院士。中国科学院南京地质古生物研究所研究员。